# Aurosa furcata
Aurosa furcata är en manetart som beskrevs av Ernst Haeckel 1880. Aurosa furcata ingår i släktet Aurosa och familjen Ulmaridae. Inga underarter finns listade i Catalogue of Life.